# Kaleo
Kaleo ist eine vierköpfige isländische Rockband, die 2012 in Mosfellsbær gegründet wurde. Die Band setzt sich zusammen aus dem Sänger und Gitarristen Jökull Júlíusson, dem Schlagzeuger Davíð Antonsson, dem Bassisten Daníel Ægir Kristjánsson und dem Gitarristen Rubin Pollock.
Kaleo veröffentlichten bislang vier Studioalben, Kaleo (2013), A/B (2016), Surface Sounds (2021), Mixed Emotions (2025), eine EP sowie einige Singleauskopplungen.

## Geschichte
Die Band trat erstmals beim Iceland Airwaves Musikfestival im November 2012 öffentlich in Erscheinung. Ihr nationaler Durchbruch gelang kurz darauf mit der Neuinterpretation der beliebten isländischen Ballade Vor í Vaglaskógi, das zu einem der meistgespielten Lieder des isländischen Radiosenders Rás 2 wurde. Das Lied ist zudem in der ersten Episode der isländischen Mysteryserie Trapped – Gefangen in Island zu hören.
Mit ihrer Single All the Pretty Girls konnte Kaleo 2014 erstmals über die nationalen Grenzen hinaus für Aufmerksamkeit sorgen. Auf der Musikstreaming-Plattform Spotify wurde das Lied bis August 2016 bereits über 28 Millionen Mal gehört.
Anfang 2015 unterschrieb Kaleo beim Plattenlabel Atlantic Records und verlegte ihren Sitz anschließend nach Austin, Texas. Im Laufe des Jahres konnte die Band ihren Bekanntheitsgrad in den Vereinigten Staaten steigern, und das mediale Interesse nahm zu. Deutlich wird dies unter anderem durch den neunten Platz, den All The Pretty Girls in den US-amerikanischen Adult Alternative Charts erreichte.
Ein weiterer beachtlicher Erfolg gelang ihr mit der Single Way Down We Go, die als musikalische Untermalung in zahlreichen Fernsehserien diente, unter anderem in der Anwaltsserie Suits, und auch in der Playlist der beliebten Fußballsimulation FIFA 16 auftauchte. Das Lied schaffte es sowohl in den USA als auch in Kanada in die Top 10 der dortigen Hot Rock Single Charts. In den deutschsprachigen Ländern erreichte die Single die Top 20 der Charts und stieg in Deutschland bis auf Platz 6. Zudem wird Way Down We Go auch in einem Trailer zum Kinofilm Logan als Soundtrack verwendet, ebenso im Thriller Die Bestie.
Die ebenfalls 2015 erschienene Single No Good wurde zum Trailersong der HBO-Serie Vinyl. Das Lied ist auch im Rennspiel The Crew 2 zu hören.
Bei der Tour NO FILTER der The Rolling Stones im Jahr 2017 traten Kaleo als Vorgruppe bei den Konzerten Hamburger Stadtpark, Olympiastadion München und Red Bull Ring in Spielberg auf.

## Stil
Kaleo spielen vornehmlich Rockmusik (Alternative / Indie) mit Einflüssen aus Folk und Blues.

## Diskografie

### Alben
- 2013: Kaleo
- 2016: A/B
- 2021: Surface Sounds
- 2025: Mixed Emotions

### EPs
- 2013: Glasshouse

### Singles
- 2013: Vor í Vaglaskógi
- 2013: Rock ’n’ Roller
- 2013: Glass House
- 2013: Automobile
- 2013: Broken Bones
- 2014: I Walk on Water
- 2014: All the Pretty Girls (UK: Silber, US: Gold)
- 2015: No Good (UK: Silber)
- 2016: Way Down We Go
- 2016: I Can’t Go On Without You
- 2020: I Want More / Break My Baby

## Auszeichnungen für Musikverkäufe
| Goldene Schallplatte - Australien - 2023: für die Single No Good - Belgien - 2017: für die Single Way Down We Go - Dänemark - 2022: für das Album A/B - Kanada - 2021: für die Single I Can’t Go On Without You - 2021: für die Single Save Yourself - Norwegen - 2020: für das Album A/B Platin-Schallplatte - Australien - 2023: für die Single All the Pretty Girls - Dänemark - 2023: für die Single Way Down We Go - Frankreich - 2022: für das Album A/B - Island - 2022: für das Album Kaleo - 2022: für das Album A/B - Italien - 2021: für die Single Way Down We Go - Kanada - 2021: für die Single No Good - Neuseeland - 2021: für das Album A/B - Polen - 2021: für das Album A/B - Portugal - 2022: für die Single Way Down We Go - Spanien - 2024: für die Single Way Down We Go | 2× Platin-Schallplatte - Kanada - 2022: für das Album A/B - 2022: für die Single All the Pretty Girls 4× Platin-Schallplatte - Polen - 2024: für die Single Way Down We Go 5× Platin-Schallplatte - Australien - 2023: für die Single Way Down We Go - Neuseeland - 2025: für die Single Way Down We Go 9× Platin-Schallplatte - Kanada - 2024: für die Single Way Down We Go Diamantene Schallplatte - Frankreich - 2020: für die Single Way Down We Go |

Anmerkung: Auszeichnungen in Ländern aus den Charttabellen bzw. Chartboxen sind in ebendiesen zu finden.
| Land/RegionAuszeichnungen für Musikverkäufe (Land/Region, Auszeichnungen, Verkäufe, Quellen) | Silber     | Gold       | Platin       | Diamant  | Verkäufe  | Quellen              |
| -------------------------------------------------------------------------------------------- | ---------- | ---------- | ------------ | -------- | --------- | -------------------- |
| Australien (ARIA)                                                                            | —          | Gold1      | 6× Platin6   | —        | 455.000   | aria.com.au          |
| Belgien (BRMA)                                                                               | —          | Gold1      | —            | —        | 15.000    | ultratop.be          |
| Dänemark (IFPI)                                                                              | —          | Gold1      | Platin1      | —        | 100.000   | ifpi.dk              |
| Deutschland (BVMI)                                                                           | —          | Gold1      | Platin1      | —        | 500.000   | musikindustrie.de    |
| Frankreich (SNEP)                                                                            | —          | —          | Platin1      | Diamant1 | 433.333   | snepmusique.com      |
| Island (IFPI)                                                                                | —          | —          | 2× Platin2   | —        | 10.000    | Einzelnachweise      |
| Italien (FIMI)                                                                               | —          | —          | Platin1      | —        | 70.000    | fimi.it              |
| Kanada (MC)                                                                                  | —          | 2× Gold2   | 14× Platin14 | —        | 1.200.000 | musiccanada.com      |
| Neuseeland (RMNZ)                                                                            | —          | —          | 6× Platin6   | —        | 165.000   | radioscope.co.nz NZ2 |
| Norwegen (IFPI)                                                                              | —          | Gold1      | —            | —        | 10.000    | ifpi.no              |
| Österreich (IFPI)                                                                            | —          | Gold1      | Platin1      | —        | 37.500    | ifpi.at              |
| Polen (ZPAV)                                                                                 | —          | —          | 5× Platin5   | —        | 220.000   | olis.pl              |
| Portugal (AFP)                                                                               | —          | —          | Platin1      | —        | 10.000    | Einzelnachweise      |
| Schweiz (IFPI)                                                                               | —          | —          | Platin1      | —        | 20.000    | musikwoche.de        |
| Spanien (Promusicae)                                                                         | —          | —          | Platin1      | —        | 60.000    | elportaldemusica.es  |
| Vereinigte Staaten (RIAA)                                                                    | —          | Gold1      | 3× Platin3   | —        | 3.500.000 | riaa.com             |
| Vereinigtes Königreich (BPI)                                                                 | 2× Silber2 | Gold1      | 2× Platin2   | —        | 1.700.000 | bpi.co.uk            |
| Insgesamt                                                                                    | 2× Silber2 | 10× Gold10 | 46× Platin46 | Diamant1 |           |                      |